# Jürgen Moser
Juergen Kurt Moser (Königsberg, Prusia Oriental, 4 de julio de 1928 - Zürich, Suiza, 17 de diciembre de 1999) fue un matemático alemán nacionalizado estadounidense, reconocido por su trabajo de más de cuatro décadas, incluidos los sistemas dinámicos hamiltonianos y las ecuaciones diferenciales parciales.
Fue galardonado con la Medalla James Craig Watson en 1969 por sus contribuciones a la astronomía dinámica y con el Premio Wolf en matemáticas en 1995 por su trabajo en la estabilidad de los sistemas de Hamilton y ecuaciones diferenciales no lineales.

## Trayectoria
Moser completó sus estudios universitarios en la Universidad de Gotinga y recibió su doctorado en 1952, estudiando con Franz Rellich. Tras su tesis, cayó bajo la influencia de Carl Ludwig Siegel, con quien fue coautor de la segunda edición en inglés, considerablemente ampliada, de una monografía sobre mecánica celeste. Tras pasar el año 1953 en el Instituto Courant de la Universidad de Nueva York como becario Fulbright, emigró a Estados Unidos en 1955, nacionalizándose en 1959. Fue profesor en el MIT y más tarde en la Universidad de Nueva York. Fue director del Instituto Courant de la Universidad de Nueva York entre 1967 y 1970. En 1970 rechazó la oferta de una cátedra en el Instituto de Estudios Avanzados de Princeton. A partir de 1980 estuvo en la ETH de Zúrich, donde se convirtió en profesor emérito en 1995. Fue director (compartiendo cargo con Armand Borel los dos primeros años) del Instituto de Investigación Matemática de la ETH Zürich entre 1984 y 1995, donde sucedió a Beno Eckmann. Dirigió la reconstrucción de la facultad de matemáticas de la ETH Zürich. Moser fue presidente de la Unión Matemática Internacional entre 1983 y 1986.
En 1967, Neil Trudinger identificó una nueva incrustación de espacios de funciones que podría considerarse un caso límite del teorema de espacios de Sóbolev. Moser encontró la constante compacta en la desigualdad de Trudinger, y el resultado correspondiente se conoce a menudo como desigualdad de Moser-Trudinger.

### Ecuaciones diferenciales parciales elípticas y parabólicas
A finales de la década de 1950, Ennio De Giorgi y John Nash descubrieron independientemente la teoría de regularidad elíptica fundamental para ecuaciones diferenciales parciales elípticas y parabólicas generales de segundo orden, en las que (a diferencia de las estimaciones de Schauder) no se supone diferenciabilidad o continuidad de los coeficientes. En la década de 1960, Moser identificó un nuevo enfoque para su teoría básica de regularidad, introduciendo la técnica de iteración de Moser. Lo desarrolló tanto para problemas elípticos como parabólicos y, además de recuperar los resultados de De Giorgi y Nash, pudo usarlo para demostrar una nueva desigualdad de Harnack. En su trabajo original, desempeñó un papel fundamental una extensión del lema de John-Nirenberg. Más tarde, Enrico Bombieri encontró un argumento que evitaba este lema en el caso elíptico, que Moser pudo adaptar al caso parabólico. El conjunto de estos resultados de regularidad se conoce a menudo como teoría de De Giorgi-Nash-Moser, aunque los resultados originales se debieron únicamente a De Giorgi y Nash.

### Geometría diferencial
En 1965, Moser descubrió nuevos resultados que demostraban que dos formas de volumen cualesquiera sobre una variedad cerrada están relacionadas entre sí por escalamiento y retroceso mediante un difeomorfismo, de modo que geométricamente el volumen total es el único invariante de una forma de volumen. Pudo aplicar las mismas técnicas a las formas simplécticas, demostrando así que una familia cohomóloga de formas simplécticas están relacionadas entre sí por difeomorfismos: esto también se conoce como el teorema de estabilidad de Moser. Moser también analizó el caso de las variedades con límites, aunque su argumento fue erróneo. Más tarde, con Bernard Dacorogna, Moser llevó a cabo el análisis completo del caso con límite.
Moser también hizo una contribución temprana al problema de la curvatura escalar prescrita, mostrando que en cualquier clase conforme de métricas de Riemann en el plano proyectivo, cada función excepto las que son no positivas surge como una curvatura escalar. El análisis previo de Moser de la desigualdad de Moser-Trudinger fue importante para este trabajo, destacando la importancia geométrica de las constantes óptimas en las desigualdades funcionales.
Las investigaciones de Henri Poincaré y Élie Cartan a principios del siglo XX habían aclarado la geometría CR bidimensional, al tratar de hipersuperficies tridimensionales de variedades cuatridimensionales lisas que también están dotadas de una estructura compleja. Habían identificado invariantes locales que distinguían dos estructuras de este tipo, de forma análoga a los trabajos previos que identificaban el tensor de curvatura de Riemann y sus derivadas covariantes como invariantes fundamentales de una métrica de Riemann. Junto con Shiing-Shen Chern, Moser amplió el trabajo de Poincaré y Cartan a dimensiones arbitrarias. Su trabajo ha tenido una influencia significativa en la geometría de la RC.

## Premios y reconocimientos
Moser ganó el primer Premio George David Birkhoff en 1968 por sus contribuciones a la teoría de los sistemas dinámicos hamiltonianos, la Medalla James Craig Watson en 1969 por sus aportaciones a la astronomía dinámica, la Medalla Brouwer de la Real Sociedad Matemática Holandesa en 1984, la Medalla Cantor de la Deutsche Mathematiker-Vereinigung en 1992 y el Premio Wolf en 1995 por sus trabajos sobre estabilidad en sistemas hamiltonianos y sobre ecuaciones diferenciales no lineales. Fue elegido miembro de la Academia Nacional de Ciencias en 1973 y miembro correspondiente de numerosas academias extranjeras, como la London Mathematical Society y la Akademie der Wissenschaften und Literatur de Maguncia. En tres ocasiones fue ponente invitado en el Congreso Internacional de Matemáticos que se celebra cada cuatro años, concretamente en Estocolmo (1962) en la sección de Matemáticas Aplicadas, en Helsinki (1978) en la sección de Análisis Complejo, y ponente plenario en Berlín (1998). En 1990 fue galardonado con el doctorado honoris causa por Universidad del Ruhr de Bochum y por la Universidad Pierre y Marie Curie de París. En 2000, la Sociedad de Matemáticas Industriales y Aplicadas creó un premio en su honor.